# بيوستيل

## البيوستيل
البيوستيل هو الاسم التجاري لخيوط (fibers) لها قوة هائلة مصنوعة عن طريق نقل جين الحرير من العنكبوت إلى الماعز ليتم استخراجه من حليب الماعز لاحقا.
أول شركة عملت على تعديل الماعز جينيا لإنتاج الحرير هي شركة نيكسيا للتكنولوجيا الحيوية ومن ثم عمل عليها راندي لويس البروفيسور في جامعة ويومينج وجامعة ولاية يوتا.
البيوستيل اقوى ب 7 إلى 10 مرات من الحرير الطبيعي ويمتلك قدرة على التمدد عند شده أكثر بمقدار 2 مرة وعند تمدده وتغير حجمه لا تتاثر قوته وصلابته وله مقاومة عالية جدا لدرجات الحرارة المرتفعة دون أي يخسر أي من خصائصه فهو يتحمل درجة حرارة تقع في المدى من -20 إلى 330 درجة سيليسيوس
قامت الشركة المنتجه بإنتاج اجيال من الماعز المعدل جينيا حتى توصلت لإنتاج الحرير من نوع dragline1 الذي سمي نظرا إلى مرونته وقوته العاليتين وفي النهاية توصلو إلى إنتاج الجيل الثاني من البروتين dragline2 الذي انتج في حليب الماعز فعند حلبها يجب ان يحتوي حليبها عن البروتين المطلوب فيتم حصده وتنقيته عن طريق تقنيات الكروموتوجرافي
وبعد استخراج البروتين من الحليب وتنقيته يجفف وتعاد اذابته باستخدام محاليل معينة (DOPE formatio) ويحول إلى خيوط وتمتاز هذه الخيوط بقوة تحملها العالية والقدرة على الامتداد 25-45% أكثر من الحرير الطبيعي فهي مكونة من نانوفايبرز ز
شركه نيكسيا هي الوحيدة التي نجحت في إنتاج البيوستيل لكن لم ينجح أحد في إنتاجه بكميات تجارية والشركة التي تاسست عام 1993 على يد دكتور جيفري تيرنر بيعت عام 2005 وفي عام 2009 اثنان من الماعز المعدل جينيا بيعت لمتحف كندا الزراعي بعد ان واجهت شركة نيكسيا مشاكل مالية. تتابعت الابحاث بعدها بمساعدة البروفيسور راندي لويس الذي نجح في إنتاج أكثر من 30 ماعز معدلا جينيا.

## استخدامات البيوستيل
استخدامات البيوستيل تتضمن تغطية بعض أنواع النباتات الضعيفة للركازة والحماية وكذلك في إنتاج المواد الطبية كالضمادات والاوتار والاربطة الصناعية نظرا لمرونته العالية ولانه منتج طبيعي فهو يتفاعل جيدا مع الجسم باقل اضرار ممكنه وثمة العديد من الدراسات لاستخدامه في صناعة المنسوجات والاقمشة فهو قوي وخفيف الورزن ومرن ومن اسخداماته أيضا صناعة خيوط وشباك الصيد

## الخصائص
الوزن القليل نسبيا والقوة والمرونة وأهم صفاته هي كونه صديق للبيئة نظرا إلى إنتاجه بصورة طبيعية دون الحاجة إلى مواد صناعية وقدرته العالية على التحلل في وقت قصير

## العناكب
تتبع لرتبة المفصليات وهي متنفسة للهواء. لديها 8 ارجل وانابيب سمية متصلة بانياب مخصصة لحقن السم في جسد ضحيتها وهي أكثر أنواع المفصليات تنوعا وتحتل الرتبة السابعة في التنوع على مستوى جميع الكائنات الحية. تستطيع العيش في جميع البيئات باستثناء الهاء والماء وتعيش في جميع انحاء العالم باستثناء القارة القطبية الجنوبية. اعتبارا من نوفمبر 2015 تم تسجيل 45700 نوع من العناكب و113 عائلة من قبل خبراء التصنيف

## الحرير
الياف بروتينية طبيعية قابلة للنسج على شكل منسوجات

## حرير العنكبوت
هي الياف بروتينية تنسجها وتلفها العناكب وتصنع منها الشبكات وغيرها من الهياكل وتستعملها لالتقاط الحيوانات وكشرانق لحماية ذريتها وللف الفرائس وكذلك تستعمل الحرير لتعليق نفسها في الهواء والابتعاد عن الحيوانات المفترسة ويختلف سمك الحرير وقوته تبعا لنوع العنكبوت.
يتكون الحرير بشكل اساسي من حمضيين امينيين هما: الانين وجلايسين بنسبة تصل إلى 70% ويمتاز بصلابته العالية بالنسبة لكتلته القليلة ويمكن القول انه اقوى خمس مرات من المعدن فسمي بالمعدن الحيوي (البيوستيل) وهو لا يساوي بالقطر عشر شعرة الإنسان

## الحرير المستعمل لإنتاج البيوستيل
استعملت شركة نيكسيا نوع من الحرير يسمى dragline وهو المستعمل في إنتاج معظم شبكات العناكب وهو اقوى أنواع الحرير المصنع من العناكب وقد استخرج الجين المطلوب من عنكبوت الارملة السوداء

## جين السلك في ببميد
https://www.ncbi.nlm.nih.gov/gene/?term=LOC107439103